# Fragile Hollow
Fragile Hollow – fiński zespół gothic metalowy założony w 1997 w Helsinkach.
Początkowo zespół nazywał się Prophet, w 2001 nazwa została zmieniona na obecną. W 2002 po wydaniu mcd Broken Promise zespół podpisał kontrakt płytowy z wytwórnią Avantgarde Music.
W 2003 Fragile Hollow wydało swój debiutancki album Effete Mind, również w tym roku skończył się kontrakt zespołu z wytwórnią. W 2005 została wydana EP-ka Nothing.

## Muzycy

### Obecny skład zespołu
- Aleksi Ahokas – wokal, gitara basowa, gitara
- Sami Koikkalainen – gitara
- Harri Petjakko – gitara
- Olli Wall – perkusja
- Tea Dickman – keyboard

### Byli członkowie zespołu
- Pete Raatikainen – perkusja
- Jape Nummenpää – gitara basowa
- Seppo Nummela – gitara
- Juha-Pekka Kaartinaho – perkusja

## Dyskografia
- Fragile Prologue (2002)
- Effete Mind (2003)